# Genesis II
Genesis II é o segundo habitat espacial experimental projetado e construído pela empresa estadunidense privada Bigelow Aerospace que foi lançado em 28 de junho de 2007. Como o segundo módulo a ser colocado em órbita pela empresa, ele baseia-se nos dados e experiência extraídos de sua antecessor, a Genesis I. Assim como a Gênesis I e outros módulos que foram projetados pela Bigelow Aerospace, este objeto é baseada no projeto TransHab da NASA, que proporciona um grande volume interno com um diâmetro de lançamento reduzido e uma massa potencialmente reduzida em comparação com as estruturas rígidas tradicionais.
A Genesis II foi "aposentada" quando seus sistemas de aviônica pararam de funcionar após dois anos e meio. Ela permanece em órbita, o que permite aos pesquisadores continuar testando a viabilidade a longo prazo de estruturas espaciais expansíveis.
A sua vida orbital foi inicialmente estimada em 12 anos, com uma órbita gradualmente decadente, resultando em uma reentrada na atmosfera terrestre e espera-se que o mesmo seja incinerado durante este processo. Suas operações duraram aproximadamente 2,5 anos, significativamente maior do que as expectativas que era de uma missão com duração de apenas seis meses. Até o ano de 2016, o veículo permanecia em órbita.

## Ligações externa
- Genesis spacecraft at Bigelow Aerospace
- Bigelow presentation at the NASA workshop on the Global Exploration Roadmap